# Фалкенберг (Марк)
Фалкенберг (њем. Falkenberg) општина је у њемачкој савезној држави Бранденбург. Једно је од 45 општинских средишта округа Меркиш-Одерланд. Према процјени из 2010. у општини је живјело 2.388 становника. Посједује регионалну шифру (AGS) 12064125.

## Географски и демографски подаци
Фалкенберг се налази у савезној држави Бранденбург у округу Меркиш-Одерланд. Општина се налази на надморској висини од 10 метара. Површина општине износи 59,4 km². У самом мјесту је, према процјени из 2010. године, живјело 2.388 становника. Просјечна густина становништва износи 40 становника/km².

## Међународна сарадња
| Мјесто | Држава | Врста сарадње | Од    |
| ------ | ------ | ------------- | ----- |
| Хојна  | Пољска | пријатељство  | 1993. |
| Извор  |        |               |       |